# Toftaån
Toftaån är en omkring 24 kilometer lång å, som rinner från Almesåkrasjön till Sävsjön vid Sävsjö tätort i Jönköpings län. Avrinningsområdet är 117 kvadratkilometer stort, och utgörs av 69 % skogsmark och 5 % sjöyta.  Den ingår i Lagans huvudavrinningsområde.
Toftaån rinner ut i Lagen via bland annat Vrigstadsån, Osån och Årån.